# Accademia reale svedese di lettere, storia e antichità
L'Accademia reale svedese di lettere, storia e antichità (in svedese Kungliga Vitterhets Historie och Antikvitets Akademien o Vitterhetsakademien) fu fondata nel 1753 dall'accademia reale per gli studi umanistici.
L'accademia fu fondata per volere della regina Louisa Ulrica, madre del re Gustav III, ed era originariamente dedicata solo alla letteratura. Nel 1786 quando l'Accademia svedese fu fondata, anche questa accademia si diede nuovi obiettivi e fu rinominata, dedicandosi soprattutto alla preservazione delle testimonianze storiche e archeologiche.
C'è una stretta collaborazione con il Comitato svedese nazionale per il patrimonio dell'umanità (Riksantikvarieämbetet), il cui direttore, ex officio, è anche il segretario dell'Accademia.